# 400072 Radviliskis
400072 Radviliskis este o planetă minoră (asteroid) din centura de asteroizi. A fost descoperită pe 25 septembrie 2006 la Molėtų astronomijos observatorija⁠(d) de . 
Obiectul prezintă o orbită caracterizată de o semiaxă mare de 2,5789492566031 UAi, o excentricitate de 0,16864363343223, o înclinație de 3,5845182012418 ° în raport cu ecliptica.